# 菊儿别速
菊儿别速（?—?），西辽皇帝耶律直鲁古的皇后，蕭氏。菊儿别速即菊儿汗的夫人之意。耶律直鲁古出猎时，驸马乃蛮王屈出律伏兵八千擒获了他，篡其位，袭辽衣冠，尊直鲁古为太上皇，皇后为皇太后，朝夕问起居，直鲁古死後，辽绝。